# Tomtefamiljen i Storskogen
Tomtefamiljen i Storskogen hette 1962 års julkalender som var producerad av Sveriges Radios Malmöredaktion och som sändes i både SR:s och Sveriges Radio-TV. Producent var Bo Billtén.
Av julkalendern finns endast avsnittet från 24 december bevarat i Sveriges Televisions arkiv.

## Handling
I radio håller tomtemor kontakt med tomtenissarna på marken som rapporterar om de olika lokala firandena och sjunger sånger från Sveriges alla hörn.
I TV handlade kalendern om en tomtefamilj från Malmö som åkte helikopter runt om i Sverige för att samla in barnens önskelistor, och de gjorde även reportage om olika julbestyr. Bland de medverkande märktes en åttaårig Dan Hylander som ett av tomtebarnen.
Programmet presenterades av Maj Hähnel.

## Medverkande
- Birgitta Bohman − tomtemor (radio)
- Gunnel Nilsson − tomtemor (TV)
- Börje Pearson − tomtefar
- Åsa-Lisa Hylander − tomtebarnet Trissan
- Christer Borglin − tomtebarnet Nisse
- Dan Hylander − tomtebarnet Prisse[6][1]

## Papperskalendern

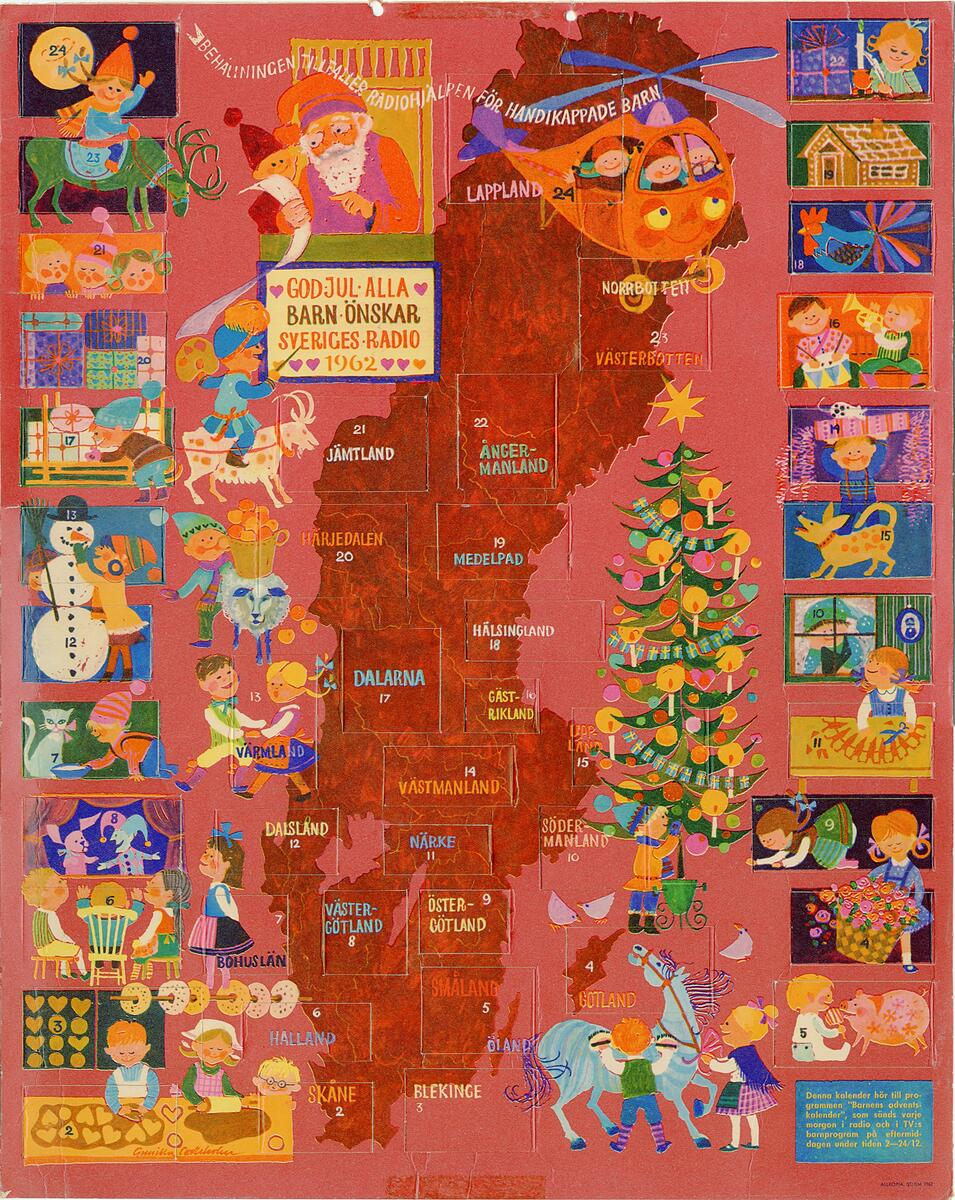
Tomtefamiljen i Storskogen papperskalender föreställandes en karta över Sverige med luckorna på sidorna

Årets papperskalender föreställer en karta över Sverige med landskapen utritade. Julkalendern har 44 luckor där TV-versionens luckor finns på själva kartan medan radioversionens luckor omger kartan på bägge sidor med diverse illustrationer.

## Produktion
Serien spelades in i studio i Malmö under augusti 1962. Kulisserna, däribland storskogen och helikoptern, byggdes av målaren Lennart Olofsson. Tomtefar spelades av Börje Pearson som var en amatörskådespelare från Teater 21 i Malmö.

### Fotnoter
1. 1 2 3 4  Stenudd, Solveig (2004). Teskedsgumman, Pettson, Pelle Svanslös och alla de andra : julkalendern i radio och TV genom tiderna (Ny, utök. version). Sveriges television (SVT). ISBN 91-975013-0-1. OCLC 186559284. https://www.worldcat.org/oclc/186559284. Läst 31 januari 2023
2. ↑  ”SVT Tittarservice”. Arkiverad från originalet den 3 september 2014. https://web.archive.org/web/20140903113044/http://www.svt.se/tittarservice/fraga-oss/dialog/566201. Läst 1 september 2014.
3. ↑  ”Svensk mediedatabas”. http://smdb.kb.se/catalog/id/001428136. Läst 1 september 2014.
4. 1 2  Jan Gradvall (1996). TV! Nedslag i Sveriges Televisions historia. Stockholm: Sveriges Radios förlag. ISBN 91-522-1780-9
5. ↑  ”TV-tomtar i helikopter”. Dagens Nyheter. 2 dec 19662. Läst 26 oktober 2023.
6. 1 2  Kristina (2 augusti 1962). ”TV-TOMTAR mitt i sommaren”. Arbetet. Läst 25 oktober 2023.
7. ↑  ”Tomtarna reser med helikopter i TV:s adventskalender”. Arbetet. 3 december 1962. Läst 26 oktober 2023.
8. ↑  ”Tomtefamiljen firade jul i somras”. Göteborgs Handels- och Sjöfarts-Tidning. 3 december 1962. Läst 26 oktober 2023.